# Pochodnia gazowa

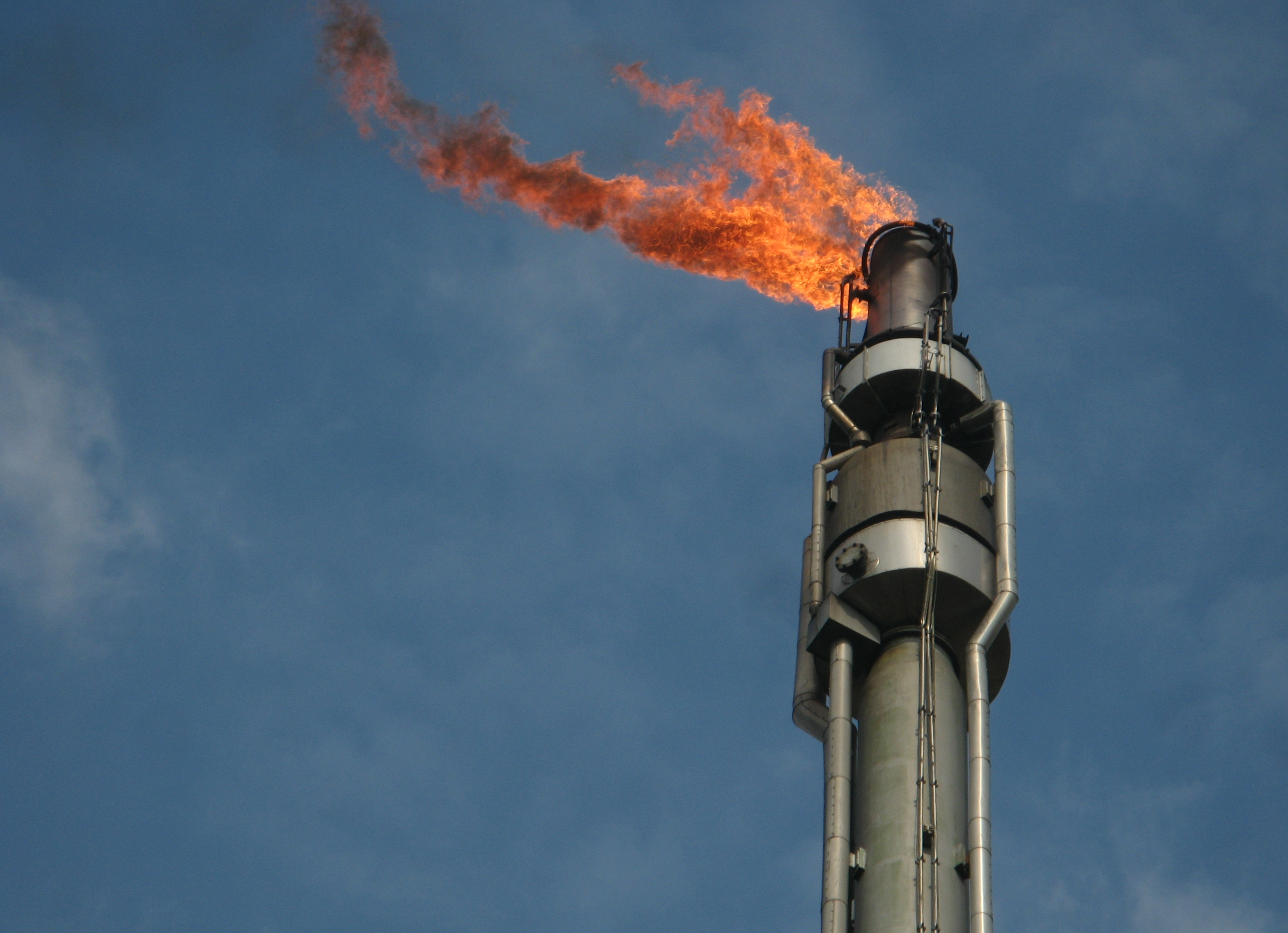
Rafineria w Hemmingstedt z palącą się pochodnią

Pochodnia gazowa (flara gazowa) – urządzenie, zwykle w kształcie komina, spalające gaz niezagospodarowywany (w ogóle), bądź którego nadmiar w danej chwili jest niemożliwy (lub niecelowy) do zagospodarowania lub zmagazynowania. 
Spotykana w instalacjach wydobywczych ropy naftowej, w rafineriach, koksowniach, zakładach chemicznych, na wysypiskach śmieci.
Spalanie gazu w pochodniach stosuje się głównie z dwóch powodów:
- zabezpieczenia otoczenia (lokalnego) przed skutkami niekontrolowanej migracji gazu, tj. np. przed wybuchem, zatruciami, odorem;
- globalnej ochrony środowiska - przez zastąpienie emisji bardziej szkodliwych gazów palnych emisją mniej szkodliwych spalin.

W pochodniach otwartych spalanie gazu następuje na wylocie, w pochodniach zamkniętych spalanie gazu zachodzi we wlotowej (dolnej) części pochodni. 